# 阔蜡瓣花
阔蜡瓣花（学名：Corylopsis platypetala），为金缕梅科蜡瓣花属下的一个植物种。分布於中國大陸的安徽省、湖北省、四川省。有一個主要分布於四川省西部的變種川西闊蠟瓣花。